# رابرت جانسون
رابرت لروی جانسون (به انگلیسی: Robert Leroy Johnson) (زادهٔ ۸ مه ۱۹۱۱-درگذشتهٔ ۱۶ آگوست ۱۹۳۸) موسیقی‌دان بلوز اهل آمریکا بود. آثاری که جانسون مابین سال‌های ۱۹۳۶ و ۱۹۳۷ ضبط کرد نقطهٔ عطفی در ترانه‌سرایی، خوانندگی و مهارت‌های نوازندگی گیتار سبک بلوز بود که تأثیر عمده‌ای بر نسل‌های بعدی هنرمندان آن سبک گذاشت. زندگی کوتاه و پرابهام جانسون که اطلاعات زیادی از جزئیات آن در دسترس نیست و مرگ او در ۲۷ سالگی باعث بروز گمانه‌زنی‌هایی افسانه‌وار در مورد او شد.
افسانه‌ای در مورد او وجود دارد مبنی بر این‌که جانسون که یک جوان سیاه ساکن مزرعه‌ای در میسیسیپی بود شیفتهٔ موسیقی بلوز بود و آرزو داشت یک نوازندهٔ سرشناس بلوز بشود. نیمه‌شبی گیتارش را برداشت و به تقاطعی نزدیک مزرعهٔ داکری رفت. او در آن‌جا با شیطان ملاقات کرد. شیطان ساز جانسون را از او گرفت، آن‌را کوک کرد و سپس ساز را به جانسون بازگرداند. جانسون روح‌اش را به شیطان فروخت و در کم‌تر از ۱ سال، سرآمد خوانندگان دلتا بلوز شد و ترانه‌های فوق‌العاده‌ای سرود که تا آن‌زمان کسی شبیه‌اش را نشنیده بود.
آثار جانسون در دوران حیاتش فروش کمی داشتند و سال‌ها بعد از مرگ او-۱۹۶۱ میلادی-و زمانی که تعدادی از آهنگ‌هایش در قالب یک آلبوم اِل‌پی دوباره منتشر شدند شنوندگان زیادی پیدا کرد. پس از آن جانسون به‌عنوان سرآمد موسیقی‌دانان بلوز، به‌خصوص سبک دلتا بلوز شناخته شد. نوازندگان سرشناسی هم‌چون اریک کلپتون، کیت ریچاردز، جک وایت و رابرت پلنت از او تأثیر گرفته‌اند و اریک کلپتون از او به‌عنوان «مهم‌ترین موسیقی‌دان بلوزی که تا به‌حال زیسته» یاد کرده‌است.
نام رابرت جانسون در سال ۱۹۸۶ و در زمان آغاز به‌کار تالار مشاهیر راک اند رول به عنوان یکی از اولین راه‌یافتگان به آن تالار ثبت شد. دیوید فرایک در سال ۲۰۰۳ و در معرفی «۱۰۰ گیتاریست برتر همهٔ زمان‌ها»ی مجلهٔ رولینگ استون جایگاه ۵اُم را به جانسون اختصاص داده‌است.